# Tadeusz Hussak

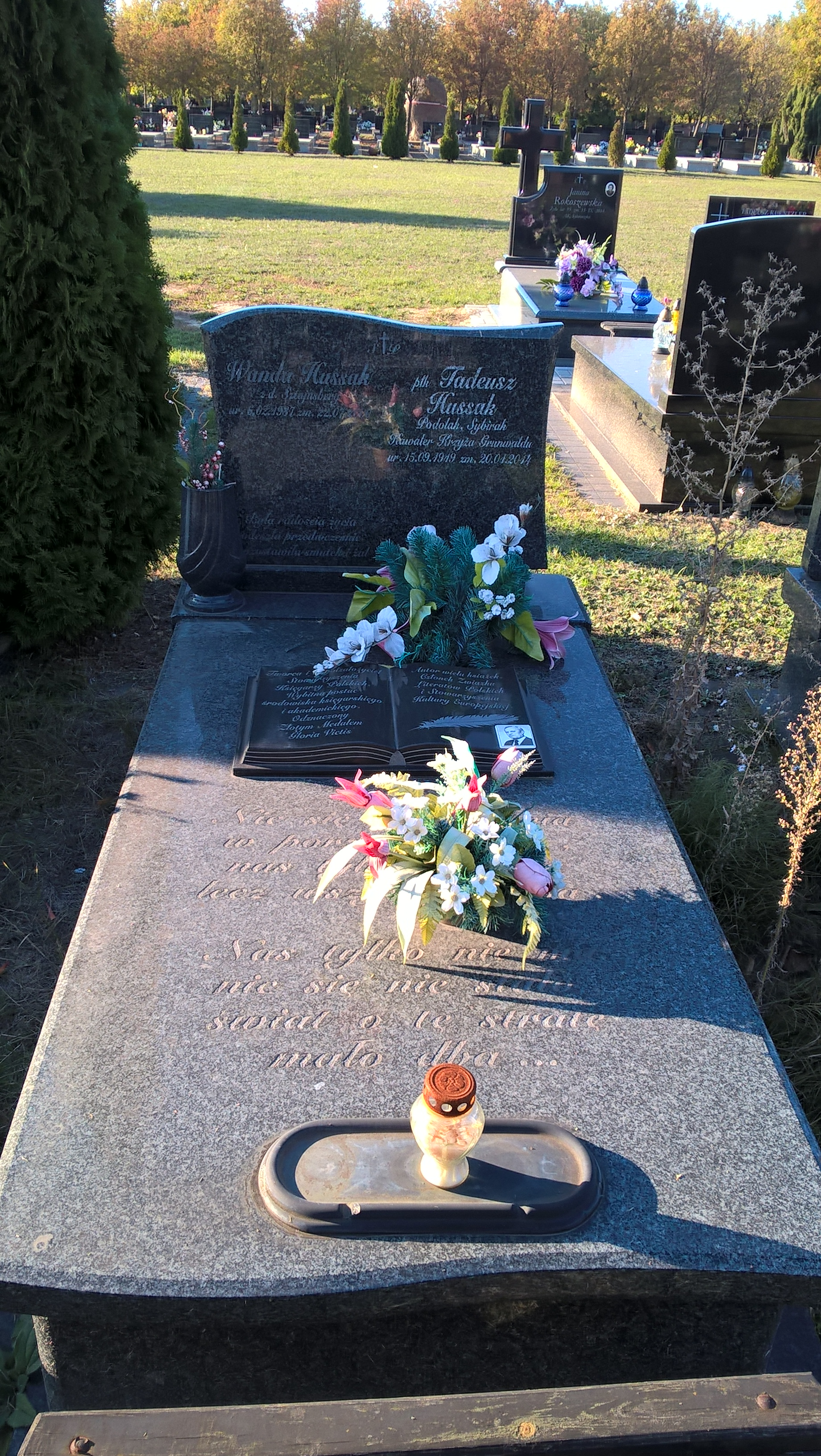
Grób Tadeusza Hussaka na cmentarzu komunalnym Północnym w Warszawie

Tadeusz Hussak (ur. 15 września 1919 w Zadnieszówce (Podwołoczyska), zm. 20 stycznia 2014 w Warszawie) – polski księgarz, działacz społeczny, honorowy prezes Stowarzyszenia Księgarzy Polskich.

## Życiorys
Ukończył III Państwowe Gimnazjum im. Mikołaja Kopernika w Tarnopolu, a następnie odbył służbę wojskową w Szkole Podchorążych Rezerwy Artylerii we Włodzimierzu Wołyńskim. Walczył podczas kampanii wrześniowej, po aresztowaniu został zesłany w 1940 do Kazachstanu, gdzie pracował w kołchozie, skąd przetransportowano go na Syberię do obozu pracy. W 1943 przedostał się do tworzonej Armii Polskiej, z którą przeszedł szlak bojowy do Berlina, do rezerwy przeszedł jako zastępca dowódcy dywizji artylerii. Po zakończeniu działań wojennych studiował na Akademii Nauk Politycznych i Wydziale Dziennikarstwa Uniwersytetu Warszawskiego, ukończył także Studium Reklamy przy Instytucie Handlu Wewnętrznego. W 1949 rozpoczął pracę w Wydawnictwie „Czytelnik”, gdzie powierzono mu stanowisko kierownika Klubów Literackich. Rok później został przeniesiony do centrali „Domu Książki”, gdzie objął funkcję kierownika działu, następnie naczelnika wydziału, a później głównego specjalisty ds. reklamy i upowszechniania książki. Przez wiele lat równolegle pracował jako wykładowca Technikum Księgarskim im. Stefana Żeromskiego oraz w Instytucie Bibliotekoznawstwa Uniwersytetu Warszawskiego, w 1956 był głównym inicjatorem reaktywacji, a od 1962 przez trzydzieści jeden lat przewodniczył Zarządowi Głównemu Stowarzyszenia Księgarzy Polskich. W latach 1986–1989 był zastępcą dyrektora Zrzeszenia Księgarstwa. Od 2005 był członkiem Związku Literatów Polskich. Kolekcjonował miniksiążki, jego zbiór obejmował kilka tysięcy egzemplarzy, ponadto gromadził materiały na ich temat.

## Odznaczenia
W uznaniu zasług oraz przebytego szlaku bojowego był wielokrotnie wyróżniany i nagradzany, m.in. 
- Order Krzyża Grunwaldu II klasy;
- Złoty Medal „Zasłużony Kulturze Gloria Artis”;
- Krzyż Komandorski z Gwiazdą Orderu Odrodzenia Polski
- Medal 40-lecia Polski Ludowej[4].

## Twórczość
- "Poradnik kolportera" /1960/;
- "Reklama i propaganda książki. Cz. 1 i 2" /1969, 1970/;
- "Księgarstwo bliskie czytelnikom. Nie zmarnowaliśmy szansy" /1999/;
- "Mini książki. Co to takiego?" /2003/;
- "Byliśmy służbą społeczną... Rzecz o Stowarzyszeniu Księgarzy Polskich" /2004/;
- "Zakola pamięci : Sybiraka wspomnienia i refleksje" /2007/;
- "Księgarz wesoły był..." /2008/;
- "Dorobek kształcenia księgarzy : (60 lat istnienia szkół księgarskich)" /2010/.